# Tropaeolum minus
Tropaeolum minus är en krasseväxtart som beskrevs av Carl von Linné. Tropaeolum minus ingår i släktet krassar, och familjen krasseväxter. Inga underarter finns listade i Catalogue of Life.

## Bildgalleri

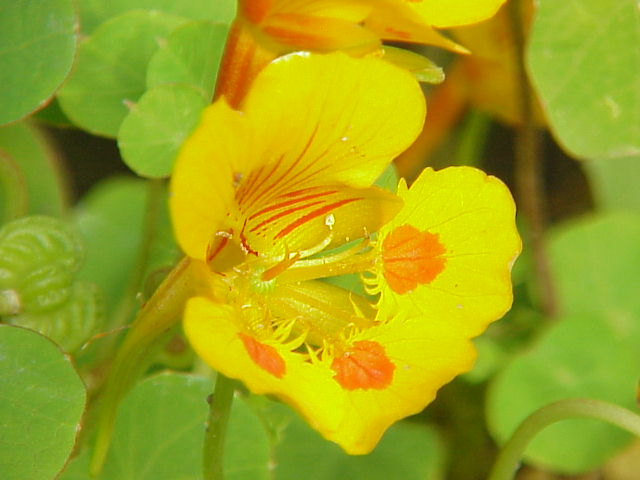
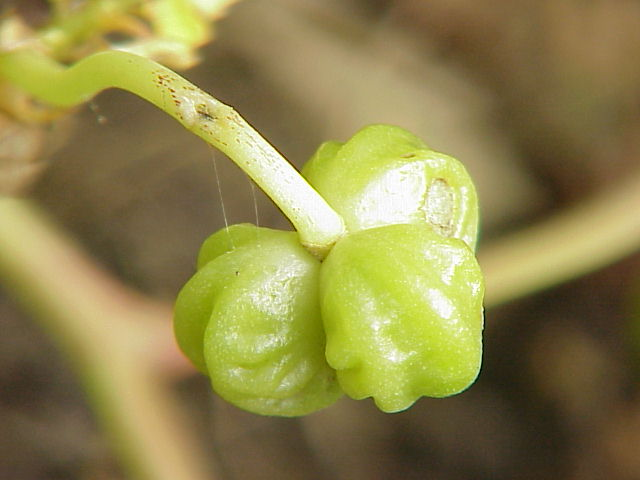
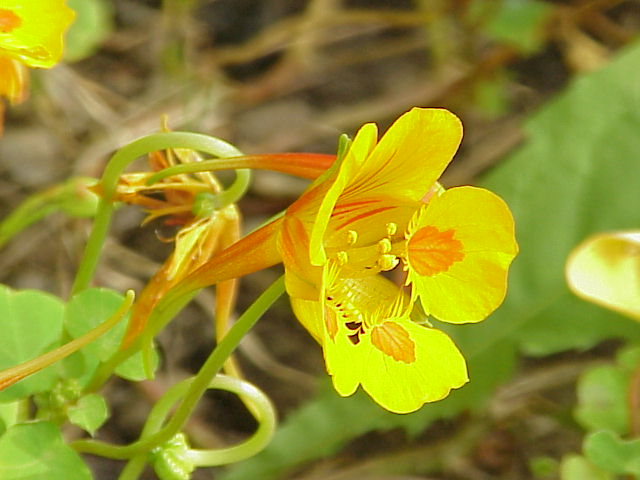
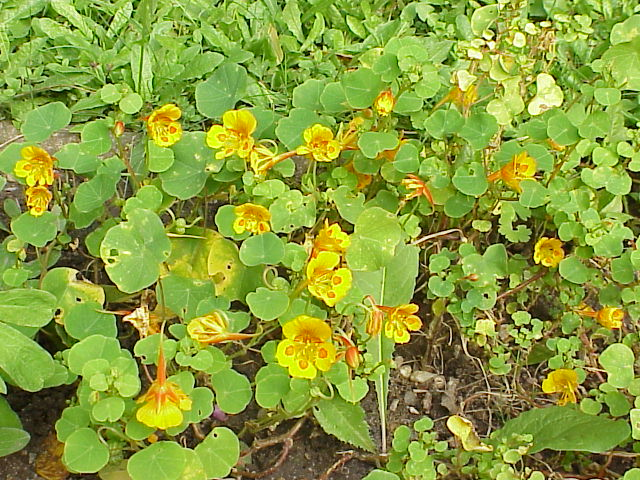
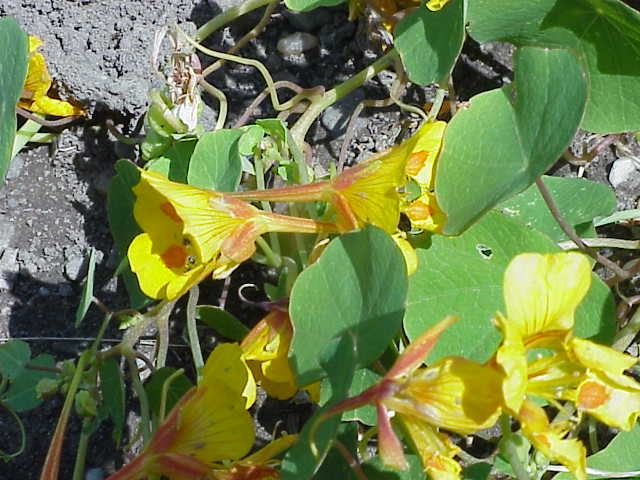
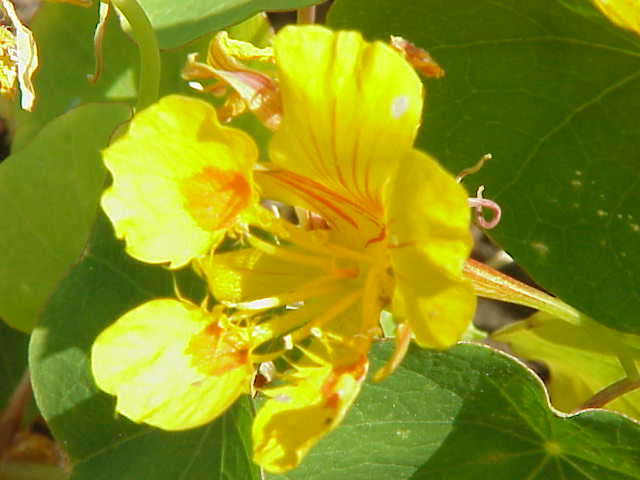